# Never Take Friendship Personal
Never Take Friendship Personal é o segundo álbum de estúdio da banda Anberlin, lançado a 1 de Fevereiro de 2005. 
O disco atingiu o nº 144 da Billboard 200, o nº 5 do Top Christian Albums, o nº 3 do Top Heatseekers e o nº 144 do Top Internet Albums.

## Faixas
1. "Never Take Friendship Personal" – 3:31
2. "Paperthin Hymn" – 3:15
3. "Stationary Stationery" – 2:58
4. "(The Symphony of) Blasé" – 4:21
5. "A Day Late" – 3:25
6. "The Runaways" – 3:20
7. "Time & Confusion" – 3:23
8. "The Feel Good Drag" - 3:25
9. "Audrey, Start the Revolution!" – 3:22
10. "A Heavy Hearted Work of Staggering Genius" – 1:12
11. "dance, dance Christa Päffgen" – 7:06

## Créditos
- Stephen Christian – Vocal, guitarra
- Deon Rexroat – Baixo
- Joseph Milligan – Guitarra
- Nathan Strayer – Guitarra
- Nathan Young – Bateria